# SSG.COM
SSG.COM(한국어: 에스에스지닷컴)은 2019년 신세계와 이마트의 온라인 사업을 떼어낸 뒤 합쳐서 만든 온라인 법인이다.